# 젠틸레 다 파브리아노
젠틸레 다 파브리아노(Gentile da Fabriano, 1370년경~1427년)는 국제 고딕 양식으로 알려진 회화 양식에 참여했던 이탈리아 화가다. 주로 토스카나를 중심으로 이탈리아 중부 여러 지역에서 활동했다.

《이집트로의 피난》

그의 가장 잘 알려진 작품은 스트로치 제대화의 일부인 《동방박사의 경배》(1423), 그리고 《이집트로의 피난》이다. 1419년에 피렌체를 방문하면서 인문주의에 접하게 되었고, 이는 그의 경력 전반에 걸쳐 작업에 영향을 주었다. 그는 자연 세계에 대한 관찰에서 비롯된 정교한 표현으로 피렌체의 다른 화가들에게 큰 영향을 끼쳤다.

## 생애

### 파브리아노에서의 초기 생애 (약 1370–1400)
젠틸레(젠틸레 디 니콜로 디 마시오)는 약 1370년경 마르케주의 파브리아노 또는 그 인근에서 태어났다. 그의 집안은 지역 사회의 시민 및 종교 활동에 참여했던 인물들을 포함하고 있었지만, 젠틸레의 어린 시절에 대한 기록은 거의 남아 있지 않다. 그의 어머니는 1380년 이전에 사망했고, 아버지 니콜로 디 조반니 마씨는 1380년에 수도원으로 은퇴한 후 1385년에 사망했다. 그의 교육에 대해서도 알려진 바는 많지 않지만, 그가 그린 초기 작품 중 하나인 《성모자》(1395년경~1400년, 현재 베를린 소장)는 북부 이탈리아 후기 고딕 양식의 영향을 보여준다.

### 파비아 (약 1390년)
약 1390년 무렵 그는 파비아에 있었으며, 잔 갈레아초 비스콘티의 궁정에서 활동했다. 이 시기에 그는 성 클라라와 성 프란치스코가 함께 있는 《성모자》를 그렸으며(현재 파비아 시립 미술관 소장), 비스콘티 성 내부의 한 방에는 여성들을 묘사한 프레스코화도 남겼다.

### 베네치아 (약 1405~1420)

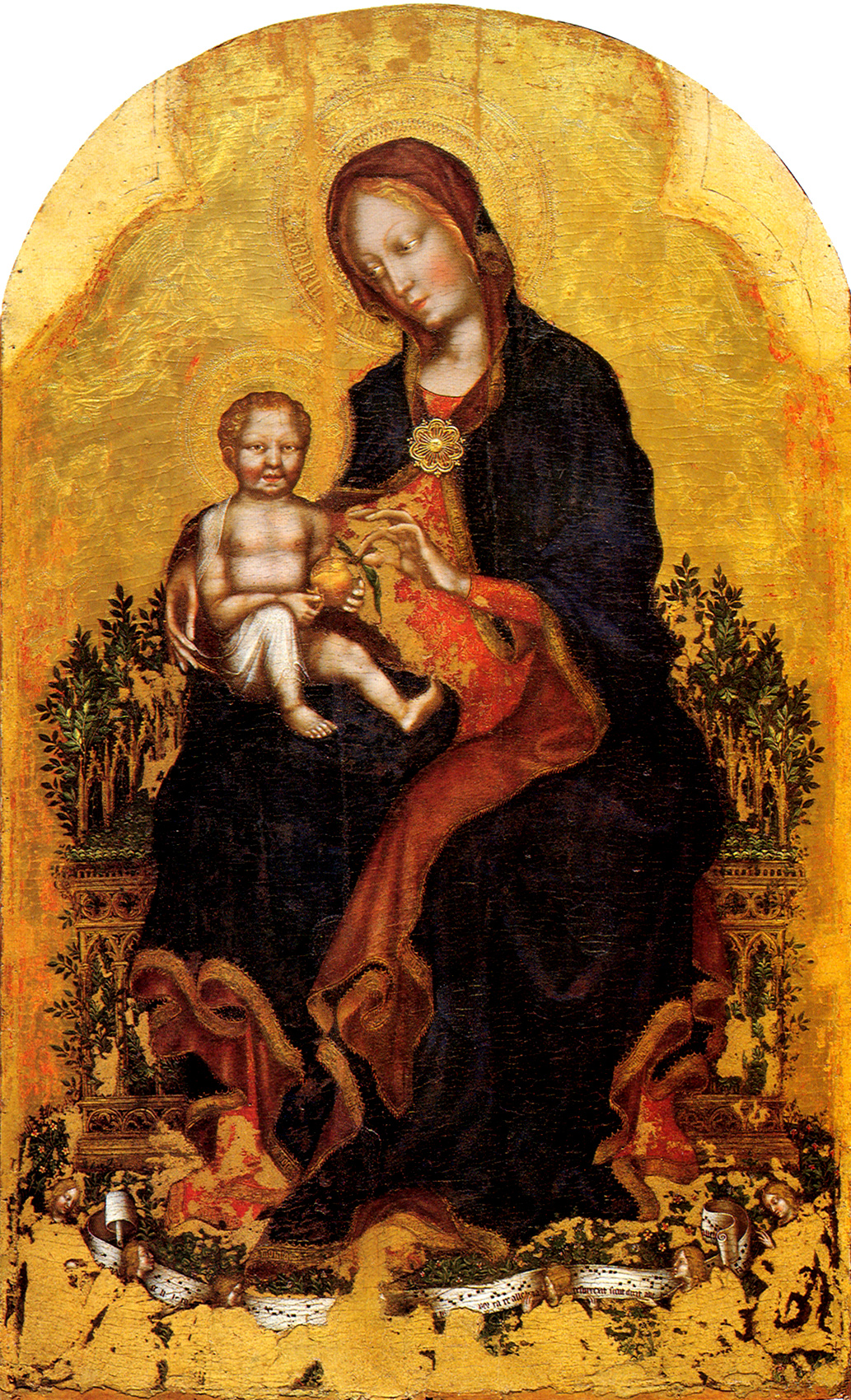
《성모자》, 1405년경~1410년

약 1405년 무렵, 젠틸레 다 파브리아노는 베네치아에서 활동하고 있었다. 그는 산타 소피아 성당을 위한 제단화를 그렸지만 지금은 소실되었으며, 야코포 벨리니가 그의 화실에서 함께 일했을 수도 있다. 1408년과 1409년 사이에는 두칼레 궁전에서 베네치아 공화국과 오토 3세 사이의 해전 장면을 그린 프레스코화를 제작했지만, 이 또한 현재는 남아 있지 않다. 베네치아에서 그는 피사넬로 및 미켈리노 다 베소초와 만났고, 페루자 등의 도시를 위한 주문 작업도 수행했다. 대표적으로, 1405년경~1410년에 그린 《성모자》는 페루자의 한 성당을 위해 제작된 것이다.

### 폴리뇨의 트린치 궁전 (1410~1411)

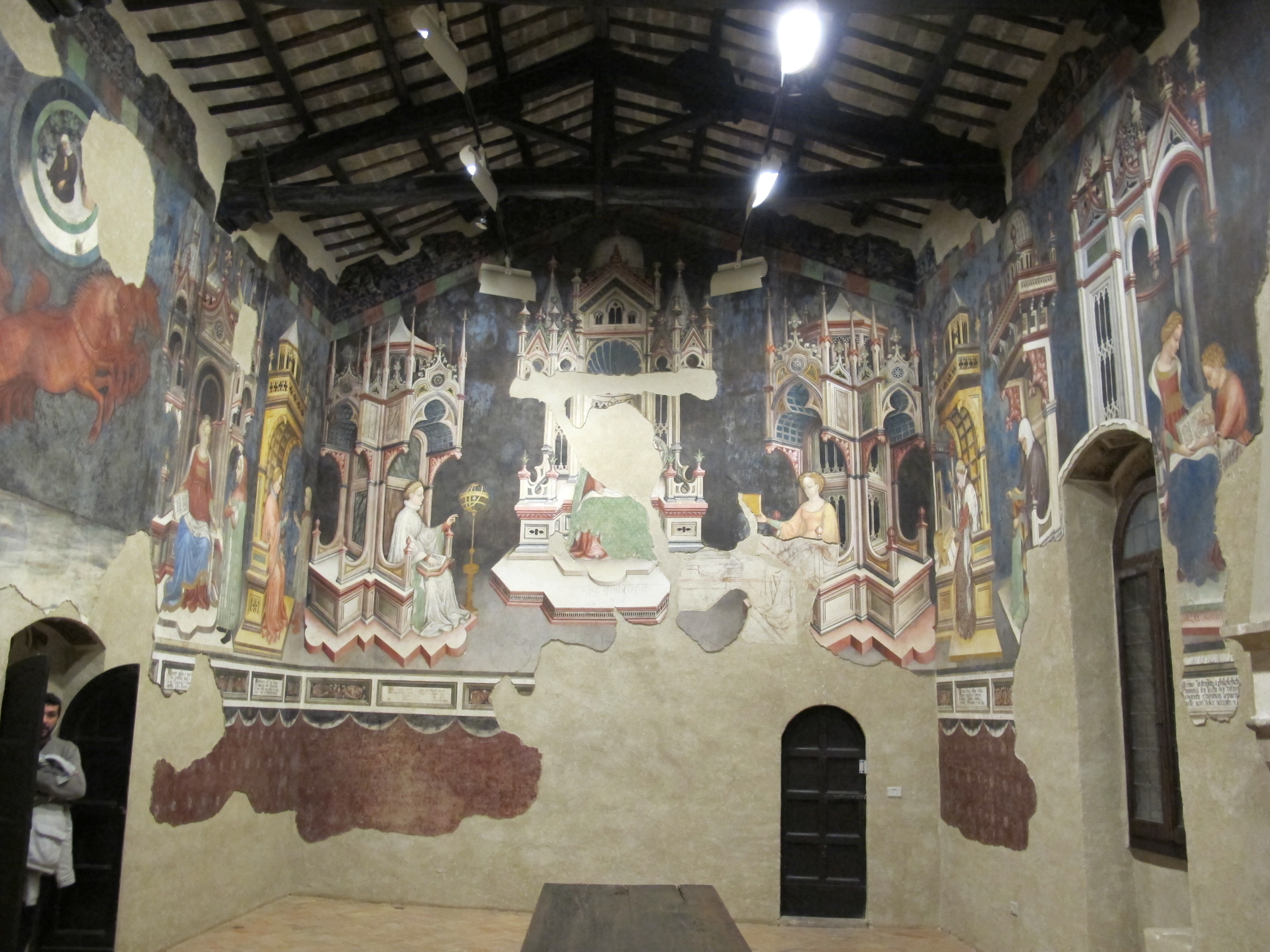
폴리뇨의 트린치 궁전: 자유 학예와 행성들의 홀, 1410년~1411년

1410년에서 1411년 사이에는 폴리뇨에 머물며 트린치 궁전의 벽면 일부에 프레스코화를 그렸다. 그는 베네치아에서 미켈리노 다 베소초를 만나 그의 정교한 양식에 큰 영향을 받았다. 약 1410~1412년에는 그의 초기 대표작 중 하나로 간주되는 《발레 로미타 제단화》(현재 브레라 미술관 소장)를 완성했는데, 이 작품은 1412년 파브리아노의 영주인 키아벨로 키아벨리(Chiavello Chiavelli)의 주문으로 제작된 것으로 추정된다. 1414년에는 판돌포 3세 말라테스타의 의뢰를 받아 브레시아로 이동했고, 이후 5년간 브롤레토 성당 내부의 예배당을 장식했지만 대부분 소실되었다. 1418년 브레시아에서 젠틸레는 또 다른 패널화를 제작했으며, 이는 로마로 향하던 교황 마르티노 5세에게 선물로 전달되었다.

### 피렌체 (약 1420–1427)

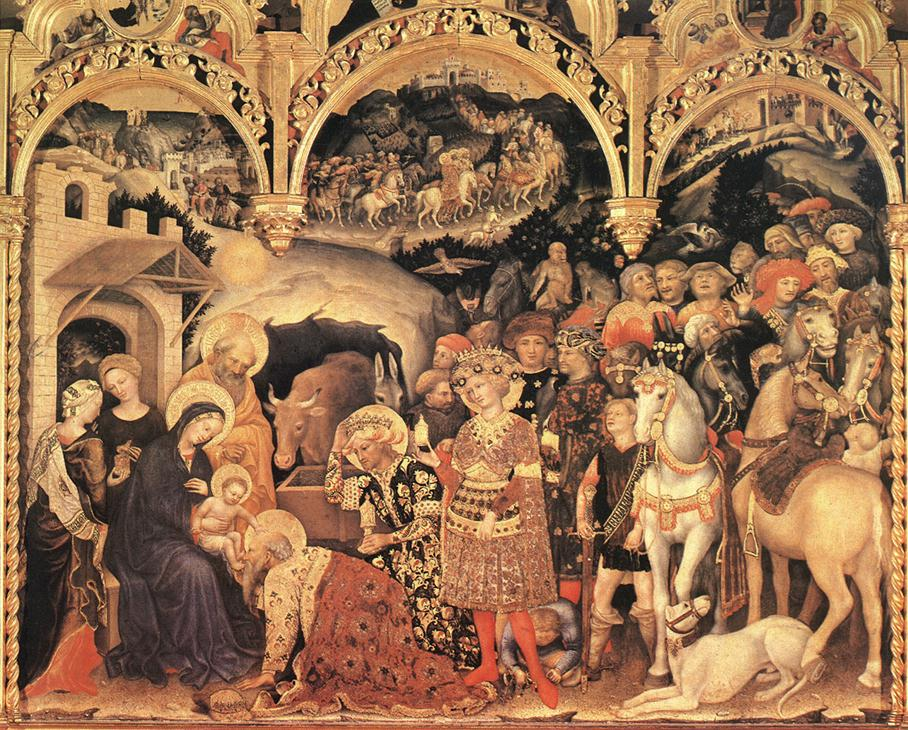
《동방박사의 경배》, 1423년, 우피치 미술관 소장

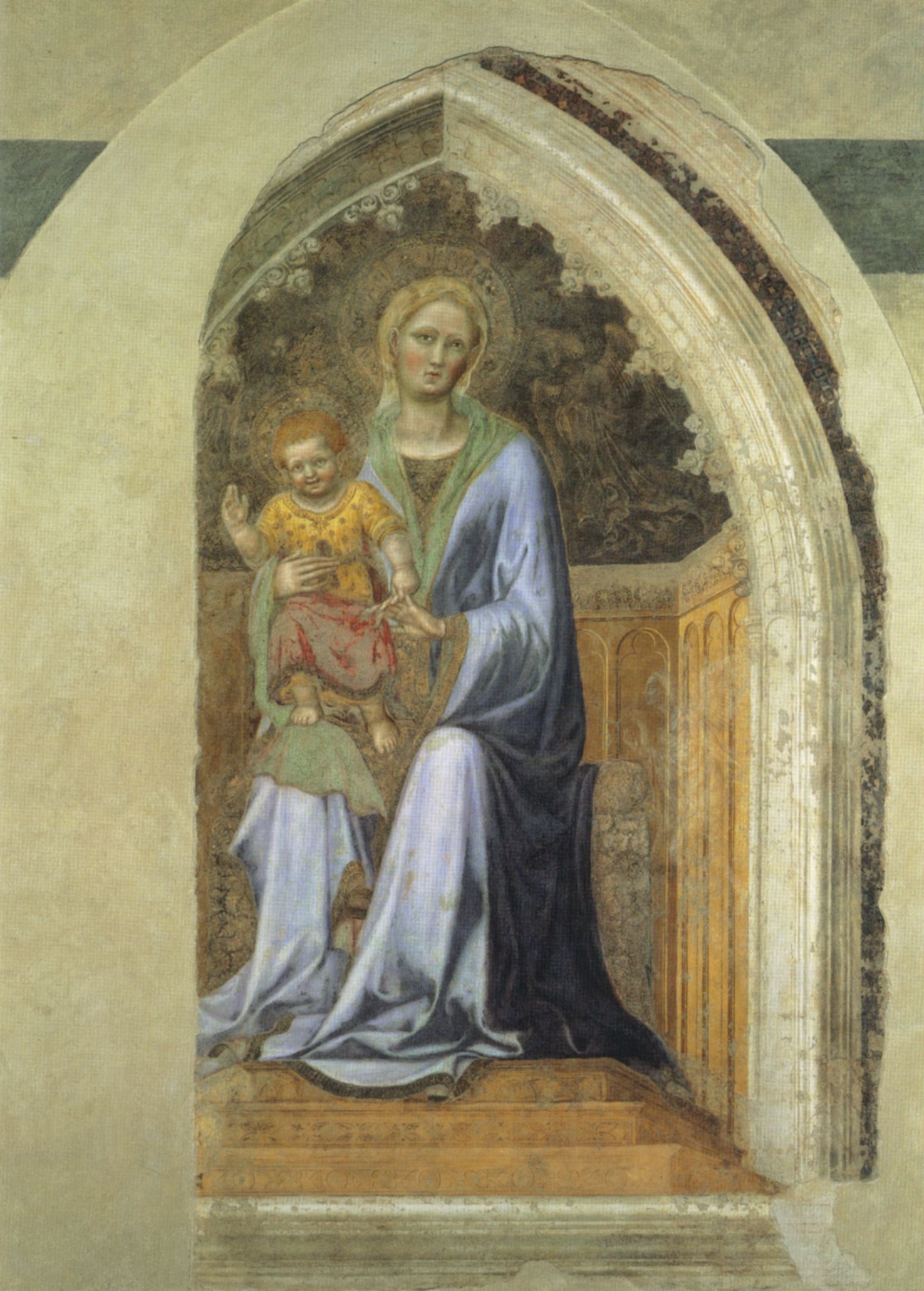
《성모자》, 1425년, 오르비에토 대성당

1420년 8월 6일, 젠틸레는 피렌체에 도착했으며, 이곳에서 그의 대표작인 《동방박사의 경배》(1423)를 그렸다. 이 작품은 팔라 스트로치의 의뢰로 제작되었으며, 현재는 우피치 미술관에 소장되어 있다. 이 작품은 국제 고딕 양식의 걸작으로 평가받으며 이탈리아 르네상스 회화에 지대한 영향을 미쳤다. 그는 이 작품에서 빛을 이용해 입체감과 원근감을 표현하는 자연주의적 기법을 한층 발전시켰고, 인물들을 더욱 생생하고 인간적으로 표현했다. 피렌체에서의 다른 작품으로는 《중재의 제단화》(1420–1423), 그리고 《콰라테시 제단화》(1425년 5월)가 있다. 1425년 6월부터 8월까지는 시에나에 머물며 캄포 광장의 한 궁전을 위해 《성모자》를 그렸지만 현재는 유실되었다. 같은 해 8월부터 10월 사이에는 오르비에토로 이동하여 오르비에토 대성당 내부에 《성모자》 프레스코화를 그렸으며, 이 작품은 오늘날까지 남아 있다.

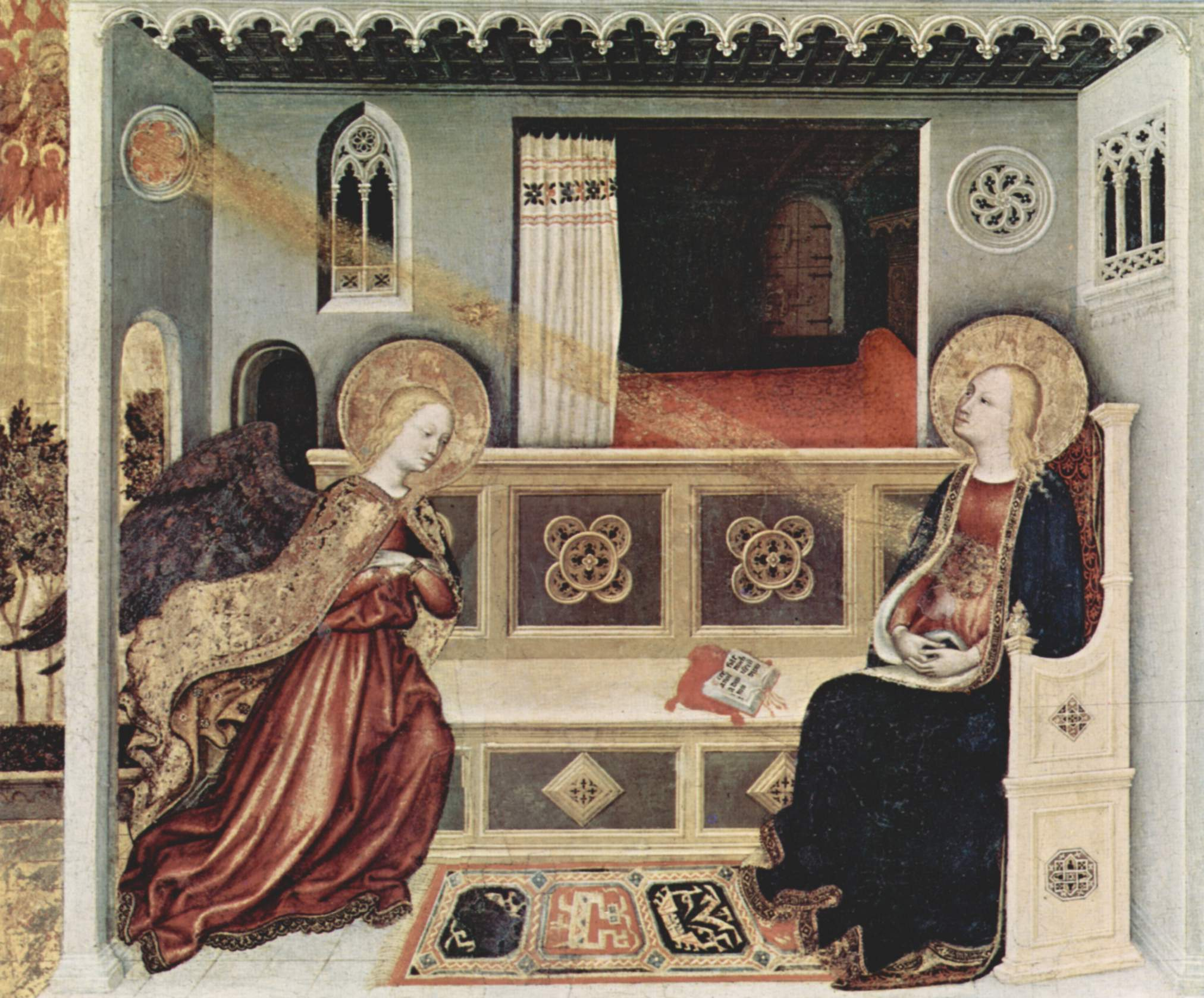
《수태고지》, 1420년~1425년

1420년에서 1425년 사이, 젠틸레는 바티칸 미술관을 위해 《수태고지》를 제작했다. 이 그림은 독특한 요소들을 포함하고 있으며, ‘유리처럼’ 투명한 이미지를 만들어내는 빛의 사용, 즉 ‘ut vitrum’ 비유가 특징이다. 이 기법은 프레델라(제단화 하단의 그림)에서도 나타나며, 《탄생》 장면에는 달빛, 천사, 아기 예수로부터 나오는 세 가지 빛의 원천이 표현되어 있다. 이 작품은 르네상스 미술에서 현실적으로 묘사된 최초의 밤 장면으로 평가된다.

### 로마 (1427)
1427년 젠틸레는 로마에 도착했고, 교황 마르티노 5세로부터 라테라노 대성당의 중앙 신랑을 장식하라는 의뢰를 받았다. 그러나 그는 그 해 10월 14일 이전에 사망한 것으로 알려져 있으며, 그 작업은 그의 사후 피사넬로에 의해 완성되었다. 젠틸레는 피렌체의 산타 프란체스카 로마나 성당에 묻혔다고 전해지지만, 그의 무덤은 현재 확인되지 않는다. 다른 자료에 따르면 그는 로마의 산타 마리아 인 트라스테베레 성당에 묻혔을 가능성도 있다.

## 아랍의 영향: 맘루크 금속 공예

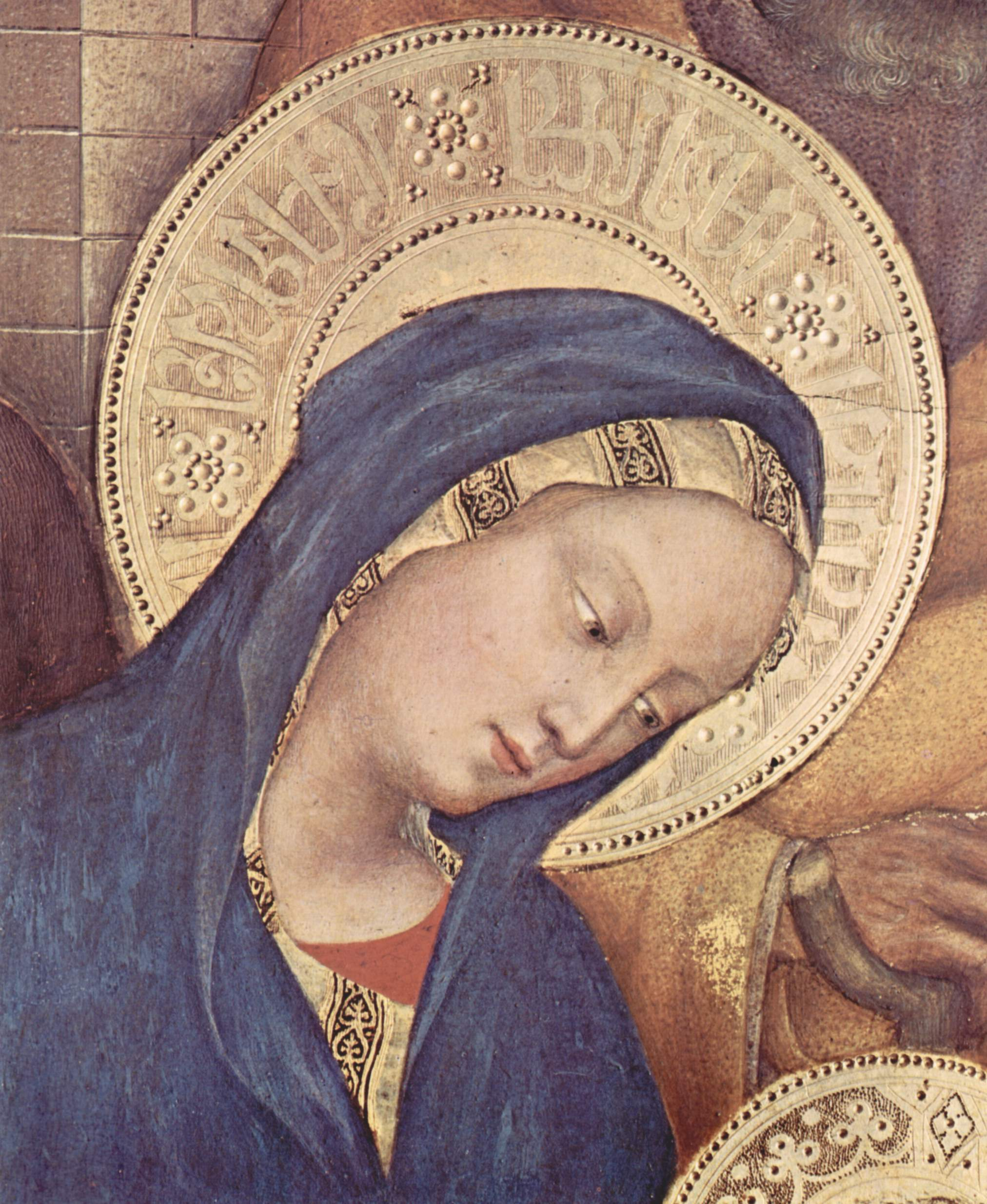
《동방박사의 경배》 속 슈도-쿠픽과 로제트가 그려진 광륜

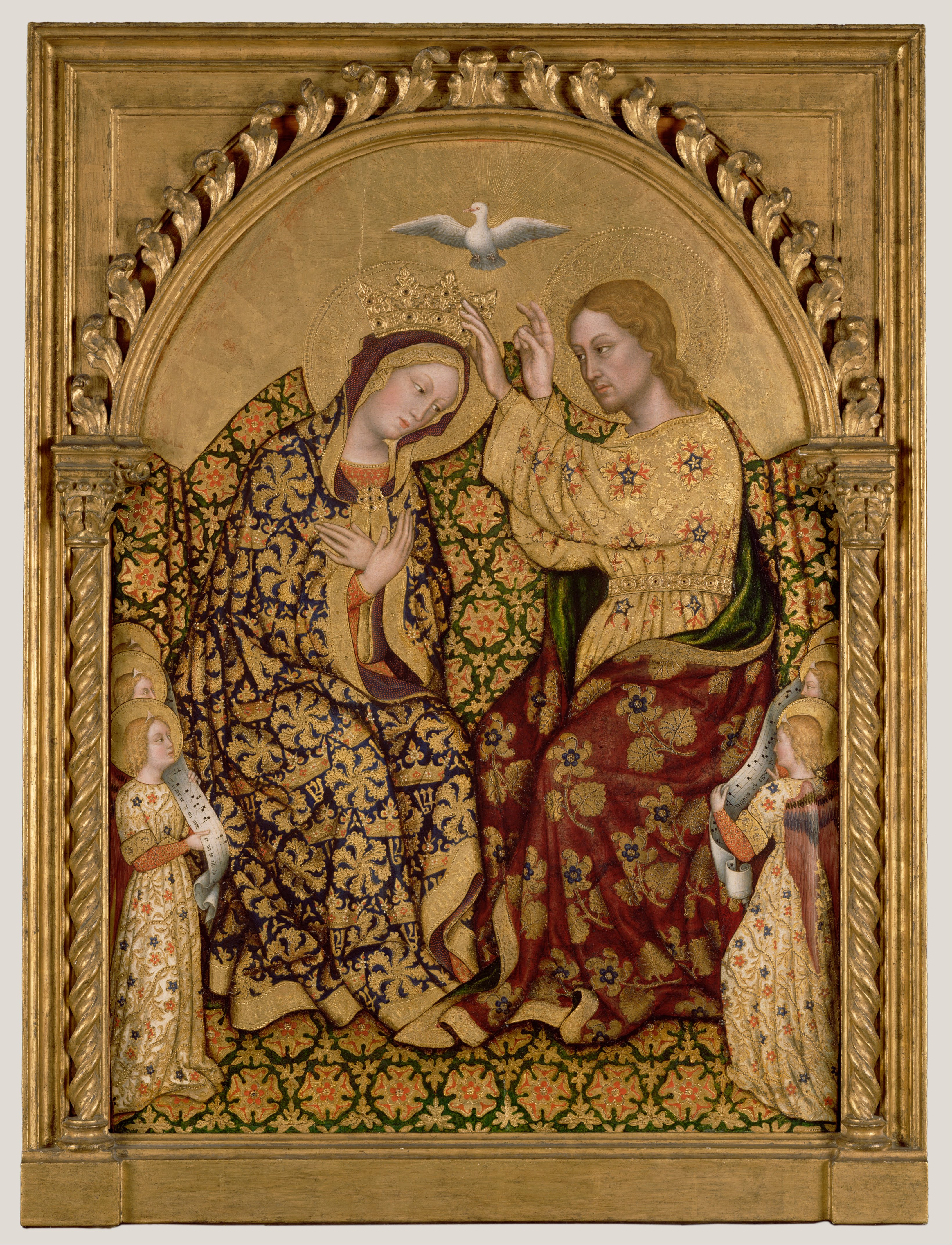
《성모 대관식》, 1420년경, J. 폴 게티 미술관

맘루크 술탄국은 아랍 문자가 새겨진 금속 공예품 제작으로 유명하다. 베네치아는 이슬람 물품이 유럽으로 유입되는 중요한 초기 무역 중심지였고, 전통적인 이슬람 형태는 예루살렘 및 성지와 관련된 "이국적인 타인"의 상징으로 여겨지며 유럽 후원자들 사이에서 인기가 높았다. 맘루크 금속공예의 무늬에서 영감을 받은 광륜은 피렌체 같은 다른 이탈리아 도시 국가들에서도 발견되며, 이러한 상업적·예술적 교류의 한 단면을 보여준다. 피렌체가 1406년과 1421년에 각각 피사와 리보르노 두 항구를 확보한 것은 맘루크와의 외교 관계 강화를 보여주는 예이다.
13세기 후반의 두초에 이어, 15세기 초 젠틸레 다 파브리아노 역시 이러한 맘루크 금속 공예품의 패턴과 장식을 자신의 회화에 도입하기 시작했다. 《동방박사의 경배》(1423)에서는 여러 인물의 망토에 슈도-쿠픽(아랍 문자처럼 보이지만 실제 의미 없는 장식용 문자) 문양이 줄지어 새겨져 있다. 성모 마리아와 요셉의 화려한 광륜에도 네 개의 로제트가 아랍어 장식을 사등분하며 배치되어 있는데, 이 디자인은 맘루크 시대 접시에서 유래한 것이다. 예로는 약 1345~1360년 제작된 《맘루크 필라이 접시》가 있으며, 네 개의 로제트가 아랍 문자를 네 구역으로 나누고 있다.
이처럼 가짜 쿠픽 문양이 들어간 광륜은 젠틸레 다 파브리아노가 피렌체에서 제작한 다수의 작품에도 반영되며, 약 1420년경 제작된 《성모 대관식》과 1425년의 《콰라테시 제단화》의 일부인 《성모자와 천사》에서도 확인된다. 나아가 젠틸레의 이 같은 시도는 다른 화가들에게도 영향을 주었는데, 마사초는 1422년부터 이미 가짜 쿠픽 문양의 광륜을 사용하기 시작했고, 이는 그의 1426년 《피사 제단화》에서도 볼 수 있다.